# Cephalophoxoides bassi
Cephalophoxoides bassi is een vlokreeftensoort uit de familie van de Phoxocephalidae. De wetenschappelijke naam van de soort is voor het eerst geldig gepubliceerd in 1888 door Stebbing.